# Nikodem Ignacy Giecewicz
Nikodem Ignacy Giecewicz herbu Leliwa – podstoli wileński w latach 1748–1760, sędzia grodzki brasławski od 1731 roku, regent grodzki wileński w 1724 roku.
Jako deputat i poseł na sejm elekcyjny z województwa wileńskiego podpisał pacta conventa Stanisława Leszczyńskiego w 1733 roku.